# Izabella Róża Radziwiłłówna
Izabella Róża Maria Antonina z Radziwiłłów Radziwiłłowa (ur. 30 sierpnia 1888 w Balicach, zm. 21 lutego 1968 w Warszawie) – polska arystokratka.

## Życiorys
Urodziła się w rodzinie księcia Dominika Marii Ignacego Radziwiłła h. Trąby (1852–1938) i Dolores Marii de Agramonte (1854–1920). Była siostrą Hieronima Mikołaj Melchiora i Dolores Konstancji Joanny (1886–1966). 9 czerwca 1910 poślubiła kuzyna Karola Mikołaja Radziwiłła. Ich córka Izabela Róża (1915–1996) wyszła za mąż 2 czerwca 1934 za kuzyna Edmunda Radziwiłła syna Janusza Radziwiłła. Mieszkała w majątku Mańkiewicze.
W 1915 pracowała jako instruktorka szpitala polowego w Kijowie. Przewodnicząca Komitetu Pomocy Żołnierzom 12 Pułku Ułanów Podolskich. Ufundowała dla całego pułku szable, zwane „radziwiłłówkami” i część umundurowania. Była matką chrzestną sztandaru 12 Pułku Ułanów Podolskich. Nazywana była „Matką Pułku”. Prezes Towarzystwa Rozwoju Ziem Wschodnich z siedzibą w Stolinie. W 1927 została damą krzyża „honoru i dewocji" zakonu św. Jana z Jerozolimy (maltańczycy), a w 1929 damą wielkiego krzyża „sprawiedliwości” zakonu św. Łazarza z Jerozolimy.
Po wybuchu II wojny światowej została naczelną siostrą Korpusu Sanitarnego Zakonu Maltańskiego. Odznaczona Krzyżem Walecznych. Dzięki koneksjom rodzinnym uzyskała wraz z mężem wizę włoską i wyjechała do Włoch, następnie do Francji, gdzie jej mąż wstąpił do Wojska Polskiego. Po upadku Francji przebywała w Londynie. Od 1947 na emigracji w Południowej Afryce. W 1968 wraz z mężem wróciła do kraju. Zmarła 21 lutego 1968 w Warszawie. Pochowana na cmentarzu w Wilanowie.

## Ordery i odznaczenia
- Krzyż Walecznych
- Srebrny Krzyż Zasługi (13 września 1926)[3]